# Никола Батум
Никола Батум (фр. Nicolas Batum; Лизје, 14. децембар 1988) француски је кошаркаш. Игра на позицијама бека и крила, а тренутно наступа за Лос Анђелес клиперсе.
Са репрезентацијом Француске освојио је златну медаљу на Европском првенству 2013. и сребрну медаљу на Европском првенству 2011. Са репрезентацијом Француске до 19 година освојио је бронзану медаљу на Светском првенству 2007.

## Успеси

### Репрезентативни
- Европско првенство до 18 година: 
  -  2006.
- Светско првенство до 19 година: 
  -  2007.
- Светско првенство: 
  -  2014, 2019.
- Европско првенство: 
  -  2013.
  -  2011.
  -  2015.
- Олимпијске игре: 
  -  2020, 2024.

### Појединачни
- Идеални тим Светског првенства (1): 2014.
- Најкориснији играч Европског првенства до 18 година (1): 2006.